# Carl August von Gablenz

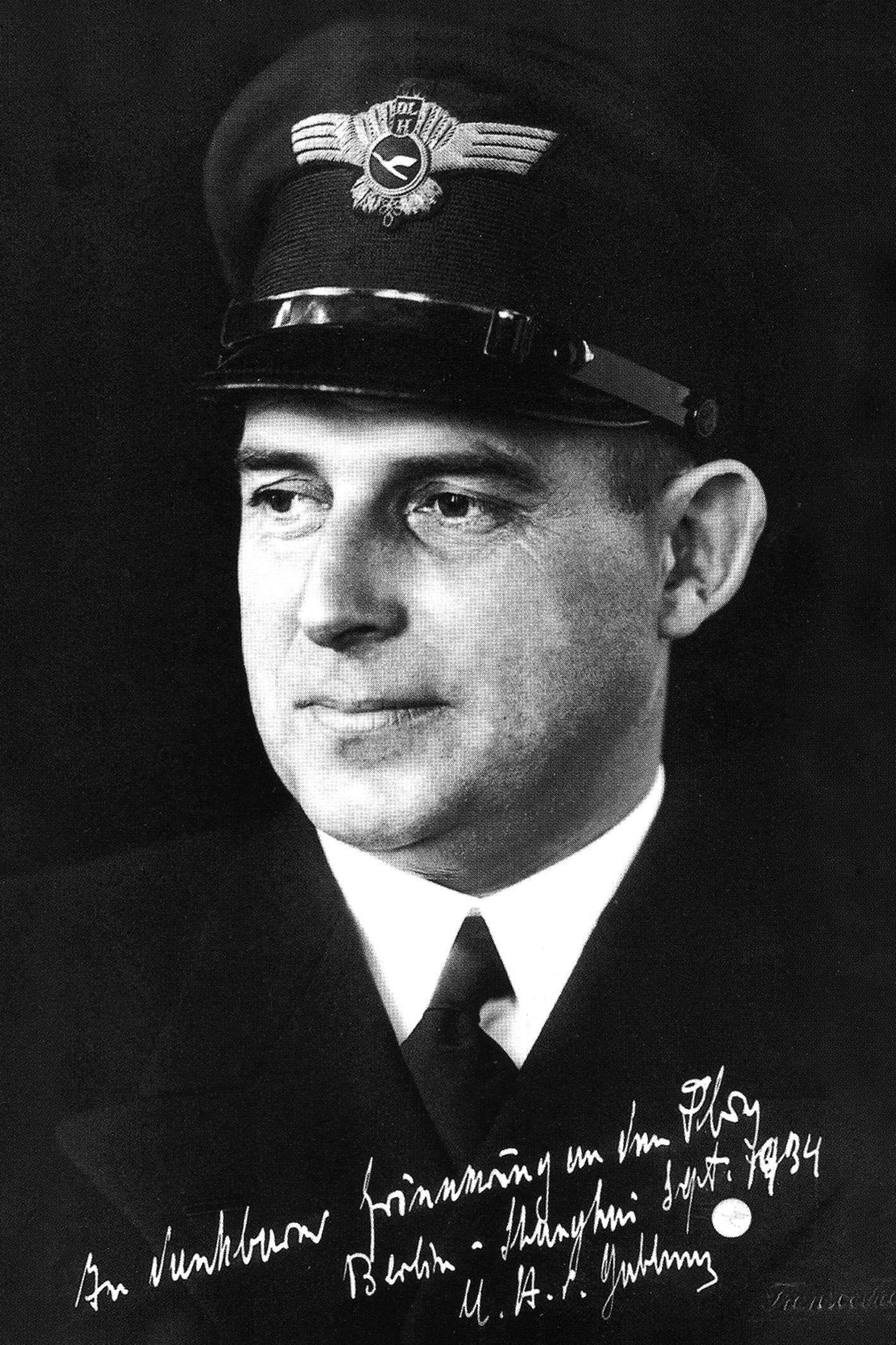
Carl August Freiherr von Gablenz, 1934

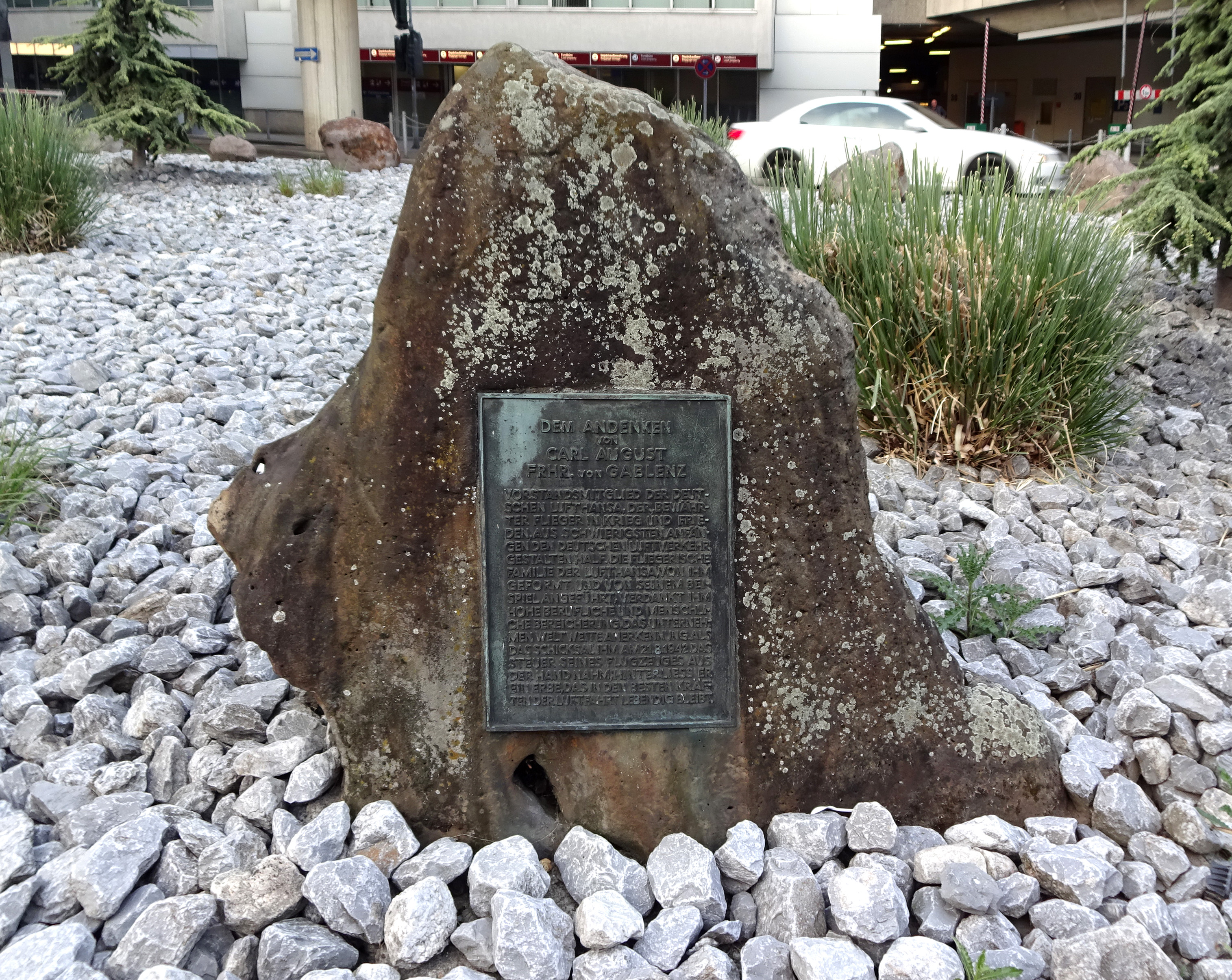
Memorial Carl August Freiherr von Gablenz, Flughafen Düsseldorf (2019)

Carl August Heinrich Adolf Freiherr von Gablenz (* 13. Oktober 1893 in Erfurt; † 21. August 1942 bei Mühlberg an der Elbe) war ein deutscher Offizier – im Zweiten Weltkrieg zuletzt Generalmajor – und Luftfahrtpionier.

## Leben
Carl August entstammte dem alten, in der Niederlausitz ansässigen Adelsgeschlecht derer von Gablenz. Wie ein Teil seiner Vorfahren schlug er eine Offizierslaufbahn in der Preußischen Armee ein, trat nach dem Besuch des Gymnasiums am 10. Februar 1913 als Fahnenjunker in das Kaiser Alexander Garde-Grenadier-Regiment Nr. 1 ein und zog 1914 als Leutnant in den Ersten Weltkrieg. Durch einen Knieschuss wurde er für den Infanterieeinsatz untauglich und wechselte zur Fliegertruppe. Zunächst als Beobachter, bald aber als Flugzeugführer stand Gablenz an den verschiedenen Fronten und erwarb besondere Verdienste bei seinem Einsatz auf Jagd-, Kampf- und Beobachtungsflugzeugen. Im letzten Kriegsjahr war er als Flugzeugführer eines viermotorigen Großbombers eingesetzt und diente als Geschwaderadjutant im Bombengeschwader der Obersten Heeresleitung Nr. 7.
Nach Beendigung des Ersten Weltkriegs war er zunächst bei der Deutschen Luft-Reederei als Pilot tätig. Im Jahr 1924 trat der erfolgreiche Flieger in die Junkers Luftverkehr AG ein, wo er technische Sonderaufgaben übernahm und sich besonders für die Entwicklung zuverlässiger und für den Allwetterbetrieb geeigneter Flugzeugmotoren einsetzte. Als dann die Deutsche Luft Hansa als Nachfolgerin des Aero-Lloyd und der Junkers Luftverkehr AG am 6. April 1926 ihren Betrieb aufnahm, wurde von Gablenz der erste Flugbetriebsleiter des Unternehmens. Unter dem damaligen Technischen Direktor der Lufthansa und späteren Generalfeldmarschall Erhard Milch leistete Gablenz bahnbrechende Arbeit und entwickelte die Grundlagen des modernen Blind- bzw. Instrumentenfluges. Gegen den massiven Widerstand der Traditionalisten unter den Piloten setzte Gablenz konsequente Schulungsprogramme zur Beherrschung des Instrumentenflugs durch, was der Deutschen Lufthansa beim Aufbau des europäischen Nachtpoststreckennetzes einen bedeutenden technischen Vorsprung sicherte.
1933 wurde Gablenz in den Vorstand der Deutschen Lufthansa berufen und setzte sich in den folgenden Jahren maßgeblich für den Aufbau des Atlantikluftverkehrs ein. Er selbst führte die ersten Erkundungsflüge über den Nord- und Südatlantik aus und sorgte 1934 für die Aufnahme eines regelmäßigen Flugdienstes nach Südamerika. Die Logistik der Postflüge brachte der Deutschen Lufthansa ein Höchstmaß an internationaler Anerkennung ein. Größtes Aufsehen erregte der auf Initiative von Gablenz erworbene Dampfer Westfalen, seine Stationierung auf dem Südatlantik und seine Nutzung als schwimmender Stützpunkt zwischen dem afrikanischen und dem südamerikanischen Kontinent. Damit konnte nunmehr Post auf dem schnellsten Wege nach Südamerika befördert werden, zunächst mit einer Heinkel He 70 von Berlin und Stuttgart nach Sevilla, weiter mit einer Junkers Ju 52 bis Bathurst in Westafrika, um dort auf den Dampfer Westfalen umgeladen und schließlich per Katapultstart mit Dornier-Wal-Flugbooten nach Natal (Brasilien) transportiert zu werden.
Gablenz sorgte unermüdlich für den Ausbau des Streckennetzes der Deutschen Lufthansa. Im September 1934 überführte Gablenz eine Junkers Ju 52 von Berlin nach Shanghai in China, wo das Flugzeug die wenige Jahre zuvor gegründete Eurasia Aviation Corporation verstärkte. 1936 war er der Kapitän der Besatzung, die den ersten Flug auf verkehrsmäßiger Grundlage von Europa nach New York durchführte. Durch seine Funktion als Vorstand der Lufthansa war Gablenz in dieser Zeit nicht nur der Luftfahrt, sondern auch der Luftschifffahrt verbunden, indem er neben Hugo Eckener und Albert Mühlig-Hofmann Aufsichtsrat der Deutschen Zeppelin-Reederei war.
Besonders bekannt wurde Gablenz, als er im August 1937 mit der Lufthansa Junkers Ju-52 D-ANOY den Luftweg in den Fernen Osten erkundete und nach einer Notlandung vier Wochen mit seiner Besatzung in Chotan im damaligen Dunganistan in Chinesisch-Turkestan festgehalten wurde. Über diesen Flug, den er zusammen mit Flugkapitän Robert Untucht und Oberfunkermaschinist Karl Kirchhoff durchführte, berichtete er ausführlich in seinem 1937 erschienenen Buch D-ANOY bezwingt den Pamir. Der spektakuläre Pamirflug, bei dem die Passhöhen des Wakhan von mehr als 5300 Höhenmetern bezwungen werden mussten, war eine weltweit beachtete Pionierleistung. Als die schon verschollen geglaubten Flieger am 3. Oktober 1937 in Berlin-Tempelhof landeten, wurden sie wie Helden gefeiert.

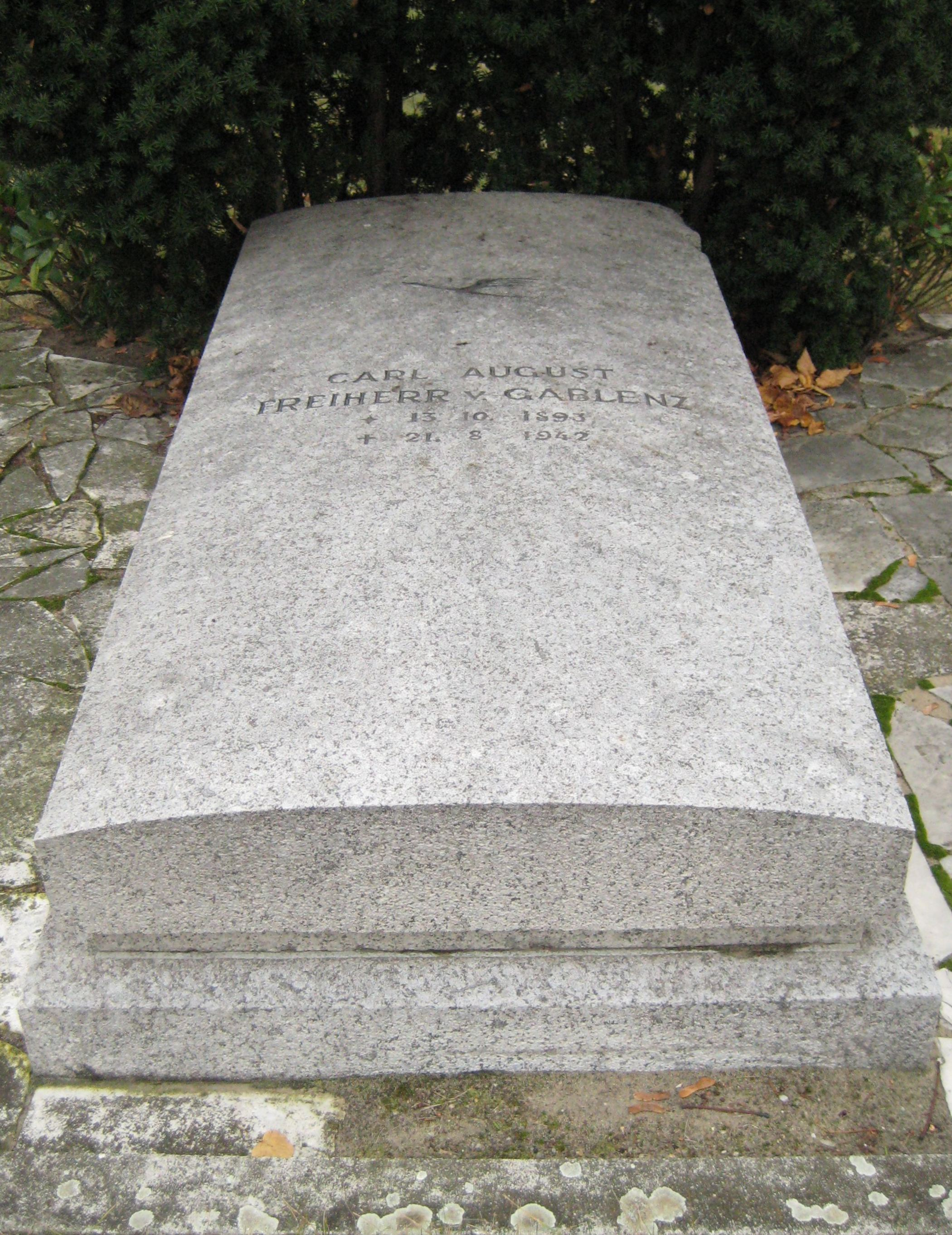
Grab auf dem Berliner Invalidenfriedhof

Mit dem deutschen Überfall auf Polen war Gablenz Kommodore eines Transportgeschwaders, übernahm das Kommando der Blindflugschulen und schließlich die gesamte Leitung des Lufttransportwesens der Luftwaffe. Völlig nahtlos übte er in seiner Position als Vorstand der Lufthansa die Aufgaben eines Kommandeurs bei der Luftwaffe aus. Bei der deutschen Norwegenunternehmung im April 1940, die unter Heranführung aller erdenklichen Transportmittel stattfand, führte Oberstleutnant der Reserve Gablenz das Kampfgeschwader z. b. V. 172. Dieses bestand ausschließlich aus Lufthansabesatzungen und transportierte in Ju-52-Maschinen Soldaten nach Norwegen.
Der Staatssekretär im Reichsluftfahrtministerium und Generalinspektor Erhard Milch berief Gablenz im November 1941 zum Chef des Luftwaffenplanungsamtes. Mit seiner Ernennung zum Generalmajor am 1. November 1941 war er der erste deutsche Reserveoffizier des Zweiten Weltkrieges, der zum General befördert wurde. Gleichzeitig wurde von Gablenz zum Amtschef des Reichsluftfahrtministeriums ernannt.
Am 21. August 1942 stürzte er mit seiner von SNCAN in Frankreich gebauten Siebel Si 204 bei einem dienstlichen Flug von Berlin nach Süddeutschland unter bis heute nicht geklärten Umständen bei Mühlberg an der Elbe ab. Mit ihm starben der SA-Oberführer und Amtschef im Bildungsministerium, Ministerialdirektor Carl Krümmel, sowie der Bordfunker Oberfeldwebel Klaer.
Beim Staatsakt im Berliner Haus der Flieger hielt Generalfeldmarschall Milch die Trauerrede, in der er Carl August von Gablenz anerkannt „in der ganzen Welt als erster Fachmann des Luftverkehrs“ würdigte. Im Auftrag Adolf Hitlers verlieh er ihm posthum als viertem Deutschen das Ritterkreuz des Kriegsverdienstkreuz mit Schwertern. Am 25. August 1942 wurde er auf dem Invalidenfriedhof beigesetzt. Ein stilisierter Kranich, das Wappen der Lufthansa, schmückt den Grabstein.

## Auszeichnungen
- Eisernes Kreuz (1914) II. und I. Klasse
- Ritterkreuz des Hausordens von Hohenzollern mit Schwertern
- Preußisches Militär-Flugzeugführer-Abzeichen
- Verwundetenabzeichen (1918) in Silber
- Österreichisches Militärverdienstkreuz III. Klasse mit Schwertern
- Bulgarischer Militär-Verdienstorden
- Türkischer Eiserner Halbmond
- Spanienkreuz
- Spange zum Eisernen Kreuz II. Klasse
- Ritterkreuz des Kriegsverdienstkreuzes mit Schwertern am 25. August 1942 (postum)[3]
- Eine Ju 52 mit der Werknummer 7220 wurde am 29. Juli 1965 während der Internationalen Verkehrsausstellung in München auf von Gablenz' Namen getauft. Das Flugzeug wurde dem Verkehrsmuseum Berlin durch die spanische Regierung für einen symbolischen Kaufpreis zur Verfügung gestellt.[4] Im Rahmen einer Restaurierung wurde das Flugzeug später jedoch wieder auf den Namen Hans Kirschstein umbenannt, unter welchem die Deutsche Lufthansa das Flugzeug im Jahr 1941 ursprünglich in Dienst gestellt hatte.
- Im Zuge der Deutschen Antarktischen Expedition 1938/39 wurde der Gablenz-Rücken, ein Gebirgszug in Neuschwabenland, nach Carl August von Gablenz benannt.[5]
- In Köln waren zwei Straßen nach ihm benannt, in der die Lufthansa jeweils ihre Hauptverwaltung hatte: Von 1970 bis 2007 die Straße, an der das „Lufthansa-Hochhaus“ (seit 2013 nach Sanierung: Lanxess Tower) in Köln-Deutz lag. Die dortige „von-Gablenz-Straße“ wurde nach dem Umzug der Lufthansa in ein neues Bürogebäude an der Deutz-Mülheimer-Straße 2007 auf Beschluss der Bezirksvertretung Innenstadt in „Herbert-Liebertz-Weg“ umbenannt.[6] Ein Abschnitt der Seitenstraße „An den Gelenkbogenhallen“, abgehend von der Deutz-Mülheimer-Straße, wurde daraufhin in „von-Gablenz-Straße“ umbenannt. 2019 erfolgte die Aufhebung der Benennung, nachdem ein Gutachten des NS-Dokumentationszentrums festgestellt hatte, „dass sich von Gablenz seit 1933 willig in den Dienst des NS-Regimes stellte“.[7] Seitdem ist der Straßenabschnitt wieder Teil der Straße „An den Gelenkbogenhallen“.

## Schriften
- D-ANOY bezwingt den Pamir. Ein abenteuerlicher deutscher Forschungsflug. Oldenburg i.O. 1937.
- Unter dem Titel Pamirflug. Lufthansa D-ANOY 1937. neu aufgelegt, Herbig, München, 2002.
- Deutschland im Weltluftverkehr, Brönner Verlag Frankfurt/Main 1937
- Die Blindflugschule, Richtlinien für Lehrer und Schüler, o. J., herausgegeben von der Deutschen Lufthansa AG.